# Gemitus Britannorum
Gemitus Britannorum (Lament Brytów) – nazwa przyjęta dla ostatniej odezwy, jaką mieli wystosować do wodzów wojsk rzymskich z apelem o pomoc w walce przeciw celtyckiej inwazji szkocko-piktyjskiej bądź anglosaskiej.

## Źródła
Jako pierwszy o wezwaniu tym pisał Gildas Mędrzec w swym dziele napisanym sto lat potem pod tytułem De Excidio et Conquestu Britanniae. Później wzmiankował o nim Beda Czcigodny w Historia ecclesiastica gentis Anglorum, powtarzając jedynie wersję Gildasa. Według De Excidio et Conquestu Britanniae apel ten adresowany był do rzymskiego wodza Aecjusza, którego upraszano o pomoc w obronie dawnych rzymskich Brytów przeciwko napaściom Piktów i Szkotów. Nie jest pewne, jaka była odpowiedź Rzymian na to wezwanie, jeżeli jakakolwiek w ogóle nastąpiła. Według Gildasa wycofanie armii rzymskiej i brak ochrony Brytanii doprowadził zromanizowanych Brytów do zwrócenia się z kolejnym wezwaniem do barbarzyńskich, germańskich wojowników z Półwyspu Jutlandzkiego, czyli Anglów, Sasów i Jutów, co po pewnym czasie spowodowało ich bunt przeciw celtyckim Brytom. Według arturiańskiej legendy stało się to podczas nocy długich noży (tzw. Brad y Cyllyll Hirion).

## Treść odezwy
Według Gildasa i Bedy wezwanie to było skierowane do Egicjusza, identyfikowanego z Aecjuszem pełniącym funkcję magistra militum wojsk cesarstwa zachodniorzymskiego. Większość swej służby w latach 40. V wieku spędził on w kampaniach wojennych w Galii i Hiszpanii. Administracja rzymska całkowicie zanikła w Brytanii w 410 n.e. Brytowie prawdopodobnie zostali osaczeni przez najeżdżających przez wał Hadriana Piktów i Szkotów z północy wyspy. Plemiona te mogły plądrować południowe obszary wyspy tuż po wycofaniu się legionów rzymskich w 407 roku za rządów cesarza Konstantyna III. W tekście wspomniano, iż Aecjusz był wówczas po raz trzeci konsulem, tzn., że wiadomość musiała zostać wysłana pomiędzy rokiem 446 i 454, gdyż wówczas sprawował ten urząd. Leslie Alcock wysunął hipotezę, zgodnie z którą wspomniany Aegicjusz, to znany z historii Egidiusz  magister militum (dowódca wojska) do około 450 r. w Galii, chociaż nie był on nigdy konsulem. Fragment apelu Brytów brzmi w oryginale: 

Agitio ter consuli, gemitus britannorum. [...] Repellunt barbari ad mare, repellit mare ad barbaros; inter haec duo genera funerum aut iugulamur aut mergimur. [Do Egicjusza, trzykrotnego konsula: lament Brytów [...] Barbarzyńcy zepchnęli nas ku morzu, a morze zawiodło nas ku barbarzyńcom. Pomiędzy tymi rodzajami śmierci jesteśmy zmuszeni albo zginąć, albo utonąć.]

Ponieważ Rzymianie nie przybyli Brytom z pomocą, oni sami musieli sobie poradzić z najeźdźcą.

## Interpretacje
Informacje Gildasa na temat apelu stanowią mniej istotną część, wplecioną w narrację o charakterze potępiającym, skierowaną przeciwko Brytom, co nasuwa przypuszczenie, iż sam apel ma charakter bardziej hiperboliczny niż rzeczywisty. Możliwe jest to tym bardziej, że Gildas korzystał ze źródeł wywiedzionych z tradycji ustnej. Ówczesny obraz porzymskiej Brytanii ukazanej jako „twierdza” oblężona przez barbarzyńców, nie znajduje potwierdzenia w ustaleniach współczesnej archeologii. Relacja Gildasa nie musi mieć zatem wiele wspólnego z rzeczywistością i może być wynikiem retorycznego zabiegu kronikarza. Gildas opisuje Brytów jako winnych swego nieszczęścia wskutek popełnionych grzechów. Ponadto według jedynego współczesnego tym wydarzeniom źródła opisującego najazd brytyjski – zapisu w Kronice gallijskiej z 452, wojna pomiędzy plemionami anglosaskimi a Brytami rozpoczęła się w 442, co wskazywałoby, iż konflikt pomiędzy najeźdźcami zza morza a tubylcami trwał już przed wysłaniem rzekomej odezwy. Jedynym faktem, który mógłby świadczyć o prawdomówności Gildasa, są odwiedziny świętego Germanusa w Brytanii w 446 lub 447. Według moralizatorskiej narracji kronikarza, mimo odniesienia pewnych sukcesów, Brytowie nadal doznawali klęsk wskutek swoich niecnych uczynków. Zgodnie z późniejszą tradycją, anglosaskie plemiona wezwano na pomoc wciąż broniącym się Brytom. Dokonać miał tego ich król Vortigern, zachęcając germańskich braci – Hengesta i Horsę, choć istnienie tych postaci nie zostało potwierdzone historycznie.